# Popović (Sopot)
Popović (Servisch cyrillisch Поповић) is een plaats in de Servische gemeente Sopot. De plaats telt 1545 inwoners (2002).